# Kwiatkowo (Lelkowo)
Kwiatkowo (deutsch Blumstein) ist ein Ort in der polnischen Woiwodschaft Ermland-Masuren. Er gehört zur Landgemeinde Lelkowo (Lichtenfeld) im Powiat Braniewski (Kreis Braunsberg), bis 1945 zum Kreis Preußisch Eylau in Ostpreußen.

## Geographische Lage
Kwiatkowo liegt im Nordwesten der Woiwodschaft Ermland-Masuren, 25 Kilometer südwestlich der früheren und heute auf russischem Staatsgebiet gelegenen Kreisstadt Preußisch Eylau (russisch Bagrationowsk) bzw. 30 Kilometer östlich der jetzigen Kreismetropole Braniewo (deutsch Braunsberg).

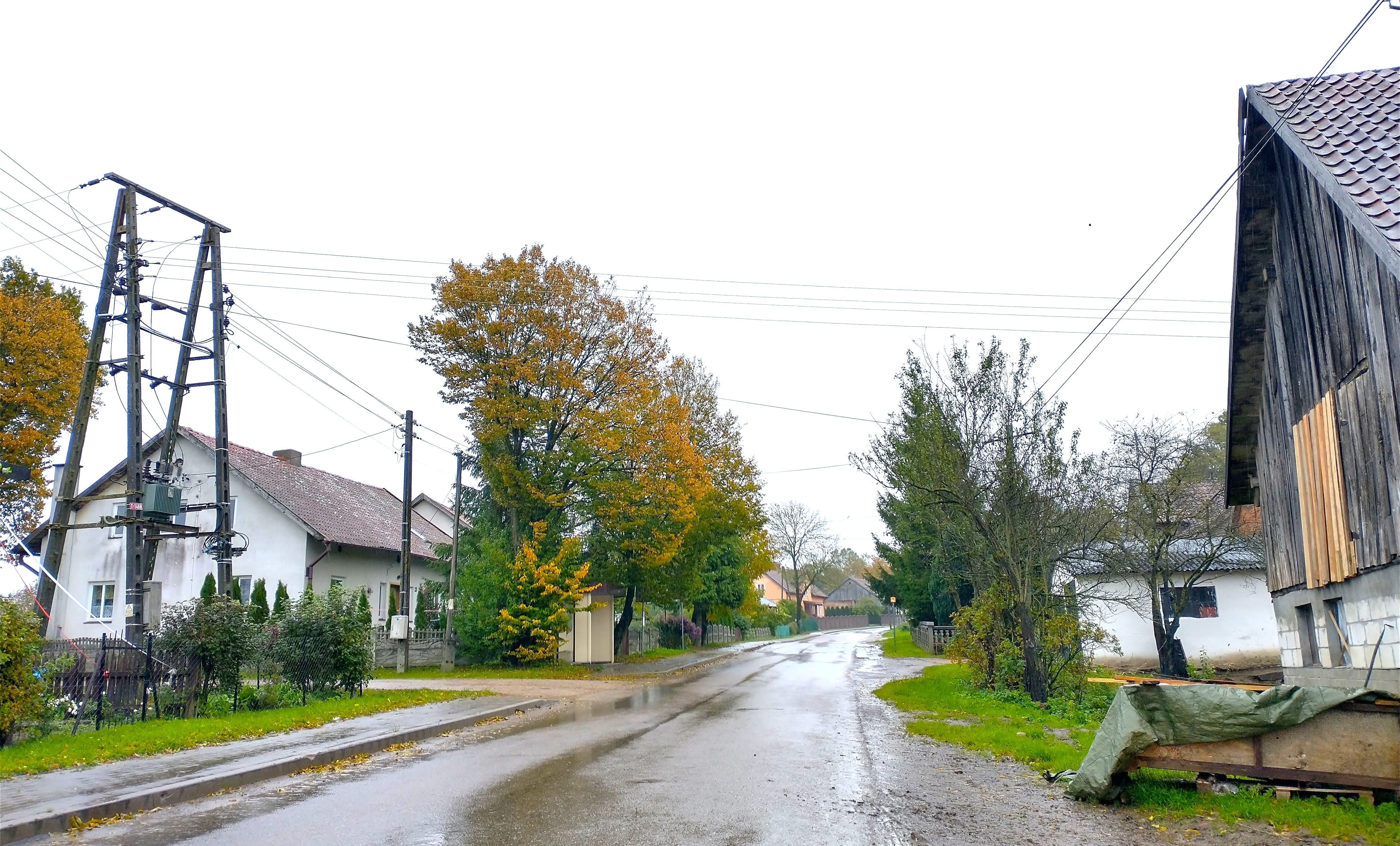
Ortsmitte Kwiatkowos

## Geschichte
Das seinerzeitige Blumensteyn wurde um das Jahr 1350 gegründet. Der Ortsname dürfte auf den Komtur von Balga, Dietrich von Blumenstein, zurückgehen, der von 1342 bis 1346 im Amt und vielleicht sogar der Gründer des Ortes war.
Nach 1350 Blumenstein genannt wurde der Ort im Reiterkrieg 1520 zerstört, noch 1530 war er wüst und unbewohnt. 1554 wurde er dem Caspar von Lehndorff verliehen, damit dieser eine Wiederbesiedlung aktivieren sollte. Damit ging es aber nur sehr langsam voran. 1600 gehörte das Dorf zu Worienen (polnisch Woryny), kam später in den Besitz derer von Kreytzen auf Groß Peisten (Piasty Wielkie) und wurde 1692 an Abel von Tettau auf Klein Steegen (Stega Mała) verkauft, wohin es noch 1785 gehörte. Im Jahre 1831 wurde aber mitgeteilt, Blumenstein habe 1.975 Morgen Land, zwei köllmische Güter, zwei Erbpachtgüter (363 Morgen), 13 Bauerngüter (1.540 Morgen), sechs Kätner, vier Handwerker, 15 Instleute und 218 Einwohner.
Zum ersten Mal erscheint 1846 der amtliche Name Blumstein. In diesem Jahr war das Dorf mit 35 Wohngebäuden bei 263 Einwohnern 511 Hektar, davon mehr als die Hälfte Ackerland, groß.

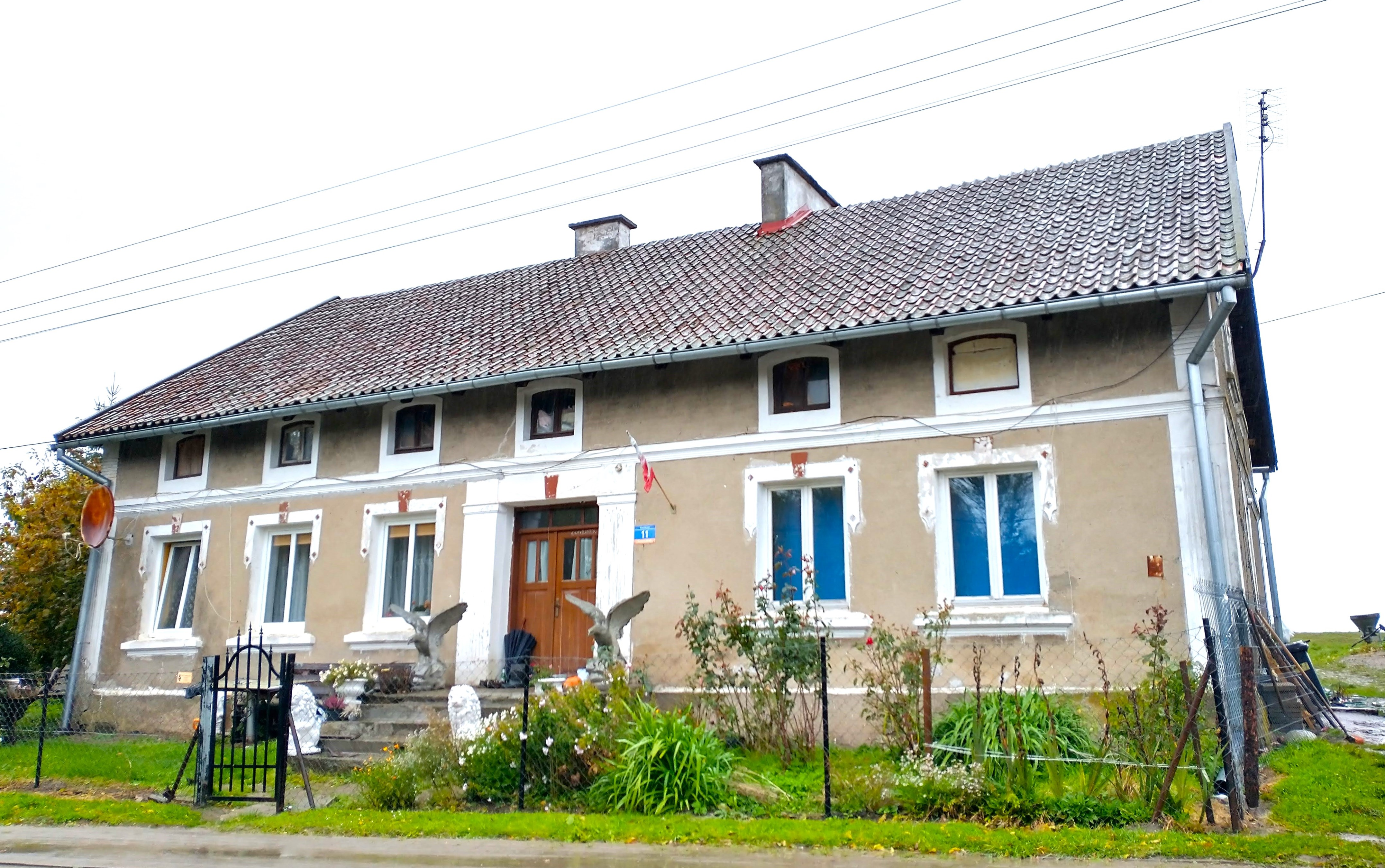
Wohngebäude in Kwiatkowo

Als der Amtsbezirk Klein Steegen (Stega Mała) im Jahre 1874 im ostpreußischen Kreis Preußisch Eylau, Regierungsbezirk Königsberg, errichtet wurde, wurde Blumstein eingegliedert. Im Jahre 1910 zählte Blumstein 328 Einwohner.
Im Ersten Weltkrieg blieb Blumstein von russischer Besatzung verschont. 1930 wurde der Amtsbezirk Klein Steegen in Amtsbezirk „Alt Steegen“ umbenannt. Blumsteins Einwohnerzahl belief sich 1933 auf 290 und 1939 auf 285.
Als 1945 Blumstein mit dem gesamten südlichen Ostpreußen in Kriegsfolge zu Polen kam, erhielt es die polnische Namensform „Kwiatkowo“. Es gehört jetzt zur Gmina Lelkowo (Landgemeinde Lichtenfeld) im Powiat Braniewski (Kreis Braunsberg), von 1975 bis 1998 der Woiwodschaft Allenstein, seither der Woiwodschaft Ermland-Masuren zugeordnet. Im Jahre 2022 belief sich die Einwohnerzahl auf 104.

## Religion
Vor 1945 war die Bevölkerung Blumsteins überwiegend evangelischer Konfession. Das Dorf war in das Kirchspiel der Kirche Guttenfeld (polnisch Dobrzynka) im Superintendenturbezirk Landsberg (Górowo Iławeckie) des Kirchenkreises Preußisch Eylau in der Kirchenprovinz Ostpreußen der Kirche der Altpreußischen Union eingegliedert.
Die nach 1945 fast ausnahmslos römisch-katholische Einwohnerschaft Kwiatkowos gehört jetzt zur Pfarrei in Kandyty (Canditten) im Dekanat Górowo Iławeckie des Erzbistums Ermland.

## Verkehr
Kwiatkowo liegt an einer Nebenstraße, die die Woiwodschaftsstraße 510 (frühere deutsche Reichsstraße 126) bei Lelkowo (Lichtenfeld) mit den Woiwodschaftsstraßen 511 (einstieg Reichsstraße 134) und 512 bei Górowo Iławeckie (Landsberg) verbindet.
Bis 1945 war Lichtenfeld die nächste Bahnstation. Sie lag an der heute nur noch ab Pieniężno (Mehlsack) befahrenen Bahnstrecke Königsberg–Zinten–Mehlsack–Allenstein.